# Baume-les-Dames
Baume-les-Dames – miejscowość i gmina we Francji, w regionie Burgundia-Franche-Comté, w departamencie Doubs.
Według danych na rok 1990 gminę zamieszkiwało 5237 osób, a gęstość zaludnienia wynosiła 211 osób/km² (wśród 1786 gmin Franche-Comté Baume-les-Dames plasuje się na 24. miejscu pod względem liczby ludności, natomiast pod względem powierzchni na miejscu 65.).
W miejscowości znajduje się stacja kolejowa Gare de Baume-les-Dames.